# アラコム
アラコム株式会社は、東京都港区に本社を置く警備会社。株式会社シービーエスの実質子会社である。「ALACOM」はALARM　COMMUNICATIONの略。

## 沿革
- 1971年（昭和46年） 日本産業警備保障株式会社として設立（東京都千代田区霞が関1丁目4番2号）。
- 1973年（昭和48年） 本社を日比谷中日ビルに移転（東京都千代田区内幸町2-1-4）。
- 1990年（平成 2年） アラコム株式会社と改称。
- 2005年（平成17年） 本社を東京桜田ビルに移転（東京都港区西新橋1-1-3）。
- 2006年（平成18年） 総務省より特定信書便の許可状を受け、セキュリティバイク便サービスを開始。

## 業務内容
- 常駐警備、機械警備、原子力輸送警備業務、特定信書便業務等、ロボット開発

## 関連会社
- 株式会社シービーエス
- 株式会社ニューグロー
- 株式会社横浜シービーエス
- 阪神千代田株式会社